# Рот (приток Редница)
Рот (нем. Roth) — река в Германии, протекает по земле Бавария. Площадь водосборного бассейна — 172,52 км². Длина реки 23,60 км. Высота истока 499 м. Высота устья 325 м.